# Анални пастув
Анални пастув (енгл. Anal Stallion) је амерички порнографски филм из 2004. године. Филм је у Србији издало новосадско предузеће Hexor 2007. године у тиражу од 1200 комада. Нема описа на омоту, интерна ознака српског издавача је DH18, а код каталошког броја COBISS.SR-ID издавач је погрешио (дао је за филм Злочеста сестра). Остаје ознака тракастог кода 9-788678-480126.

## Улоге
| Глумац        | Улога |
| ------------- | ----- |
| Mya Rose      |       |
| Desiree Clark |       |
| Kandi Kream   |       |
| Alyssa Love   |       |